# Augustijn van Teylingen
Augustijn van Teylingen (Henegouwen, ca. 1475 – Alkmaar, 25 mei 1533) was thesaurier van het stadsbestuur en, verscheidene keren, burgemeester van Alkmaar.

## Dubbelportret

Augustijn en Joostgen ?
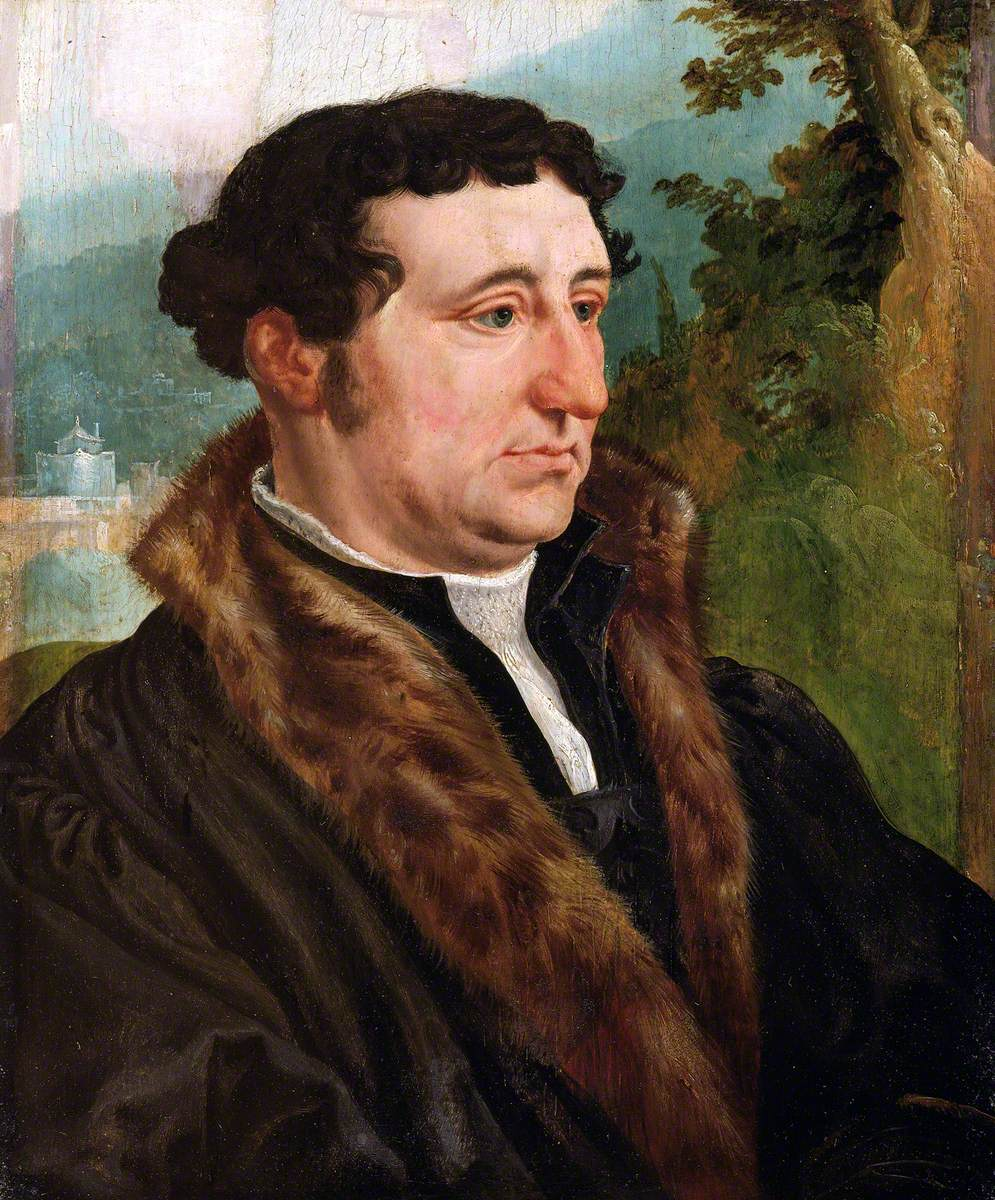
portret van een man, vermoedelijk Augustijn van Teylingen, geschilderd door Maarten van Heemskerck, 1527-1529, National Museum Cardiff
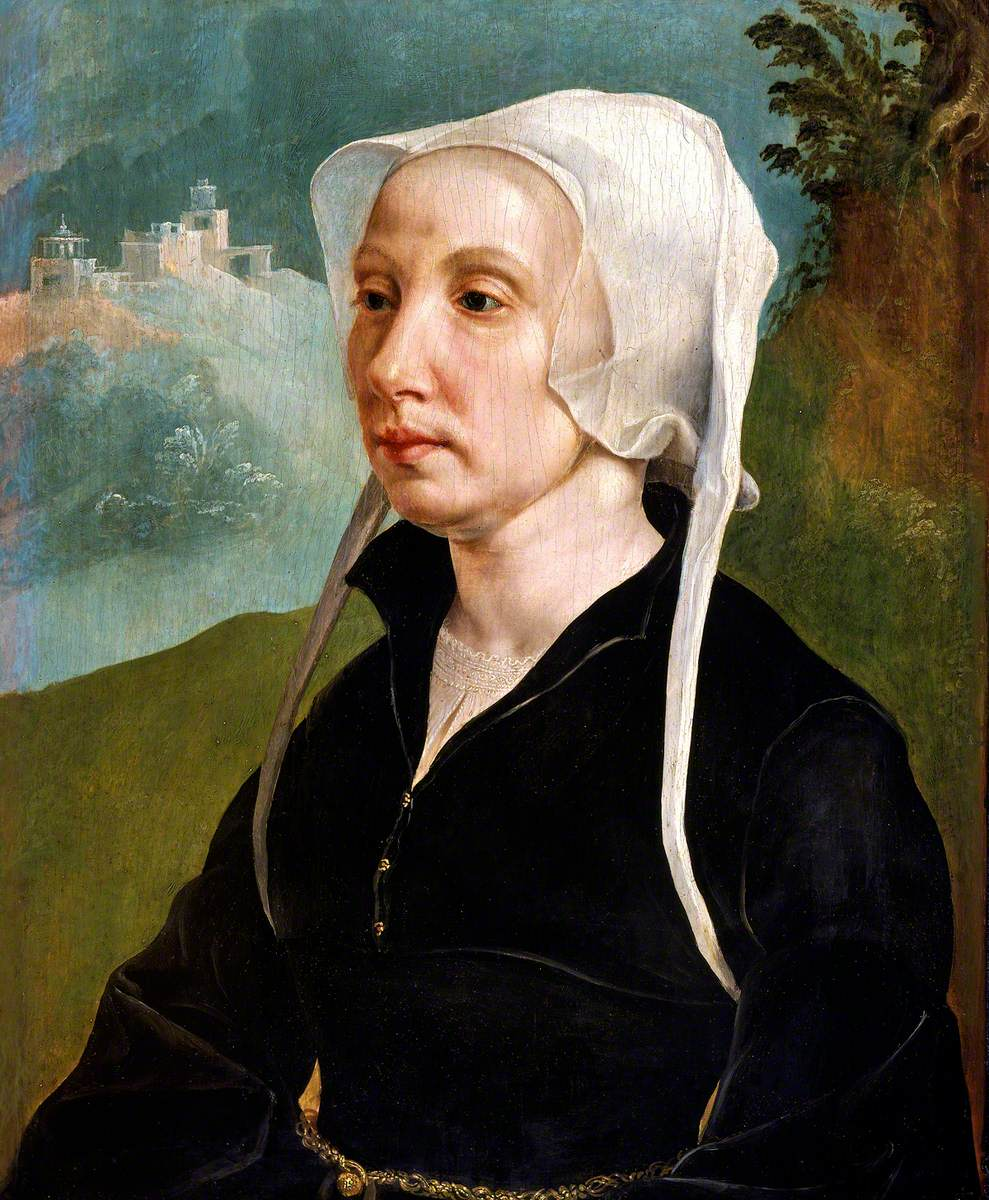
portret van een vrouw, vermoedelijk Joost Jansdr. van Egmond van de Nijenburg, geschilderd door Maarten van Heemskerck, 1527-1529, National Museum Cardiff

Dit dubbelportret, vermoedelijk van Augustijn van Teylingen en zijn vrouw, is, in het kader van de tentoonstelling over Maarten van Heemskerck grondig gerestaureerd in 2023-2024. Tijdens die restauratie is gebleken dat de handen van beide echtelieden, die op bijgaande afbeeldingen ontbreken, geheel overschilderd waren.

## levensloop
Hij kwam naar Holland om rentmeester te worden van de abdij van Egmond en de graaf van Egmond. Hij ontving kosterijen in Maasland en Oud-Karspel en bekleedde diverse functies, zoals kerkmeester en lid van de vroedschap. Vanaf 1508 was hij tevens afwisselend thesaurier van het stadsbestuur en burgemeester.
Augustijn trouwde, volgens de akte van huwelijkse voorwaarden, in 1503 met Joost Jansdr. van Egmond van de Nijenburg (1484-1556).
Zij behoorden tot de meest prominente poorters van Alkmaar, waren zeer vermogend, waren kunstliefhebbers, vooral van religieuze kunst.

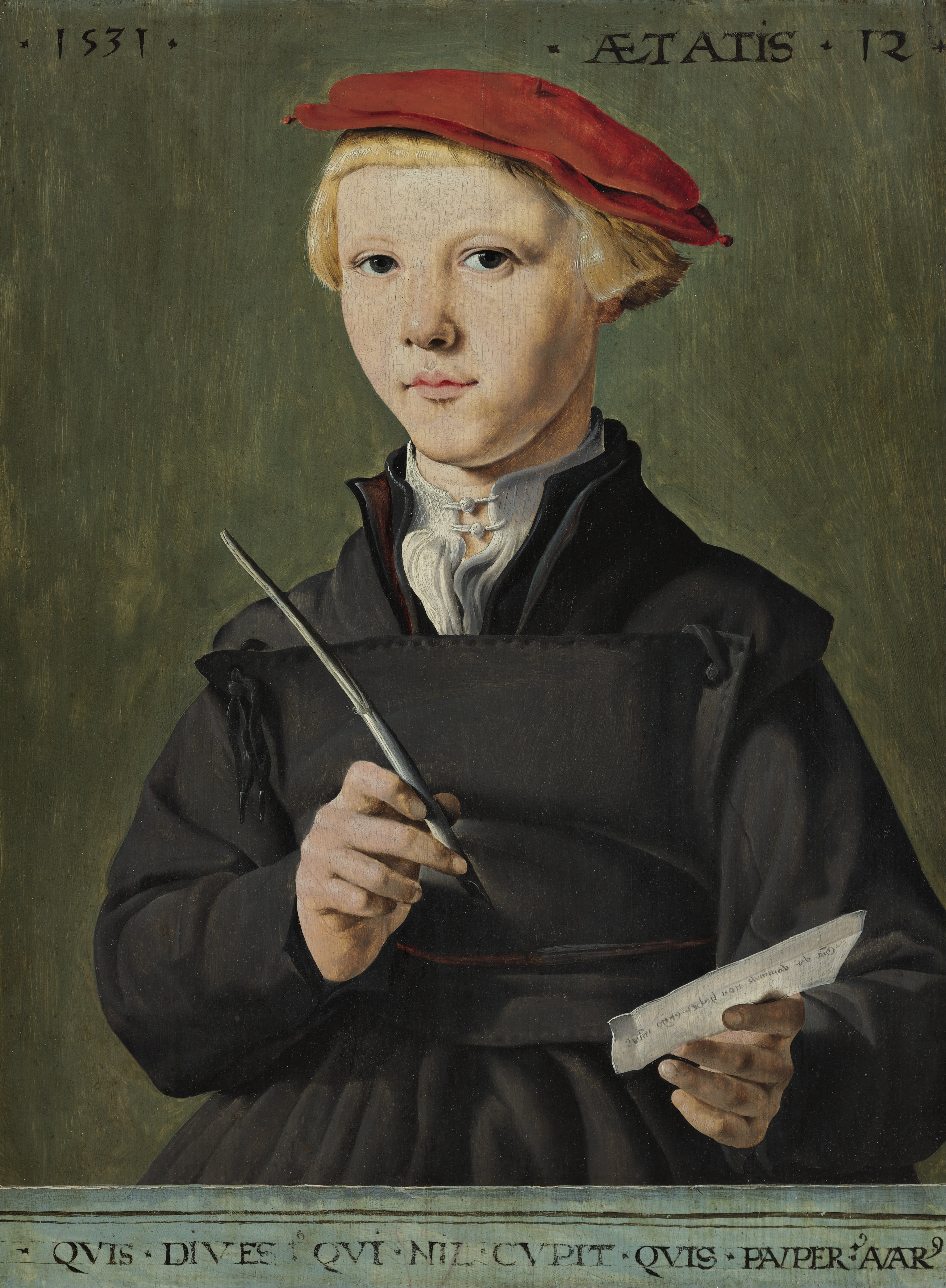
de scholier, vermoedelijk Bartholomeus van Teylingen, vermoedelijk geschilderd door Maarten van Heemskerck, 1531, Museum Boijmans Van Beuningen in Rotterdam

Het echtpaar kreeg 20 kinderen, waarvan er 12 volwassen werden. Het zesde kind dat in leven bleef was Bartholomeus, die vermoedelijk is geportretteerd door Maarten van Heemskerck in 1531, toen hij 12 jaar oud was. Ook hij had een glanzende carrière: o.a. rentmeester van het Hoogheemraadschap van de Uitwaterende Sluizen in Kennemerland en West-Friesland, verscheidene malen schepen, baljuw van de  Nieuwburg en schout van Alkmaar.